# Треуголка

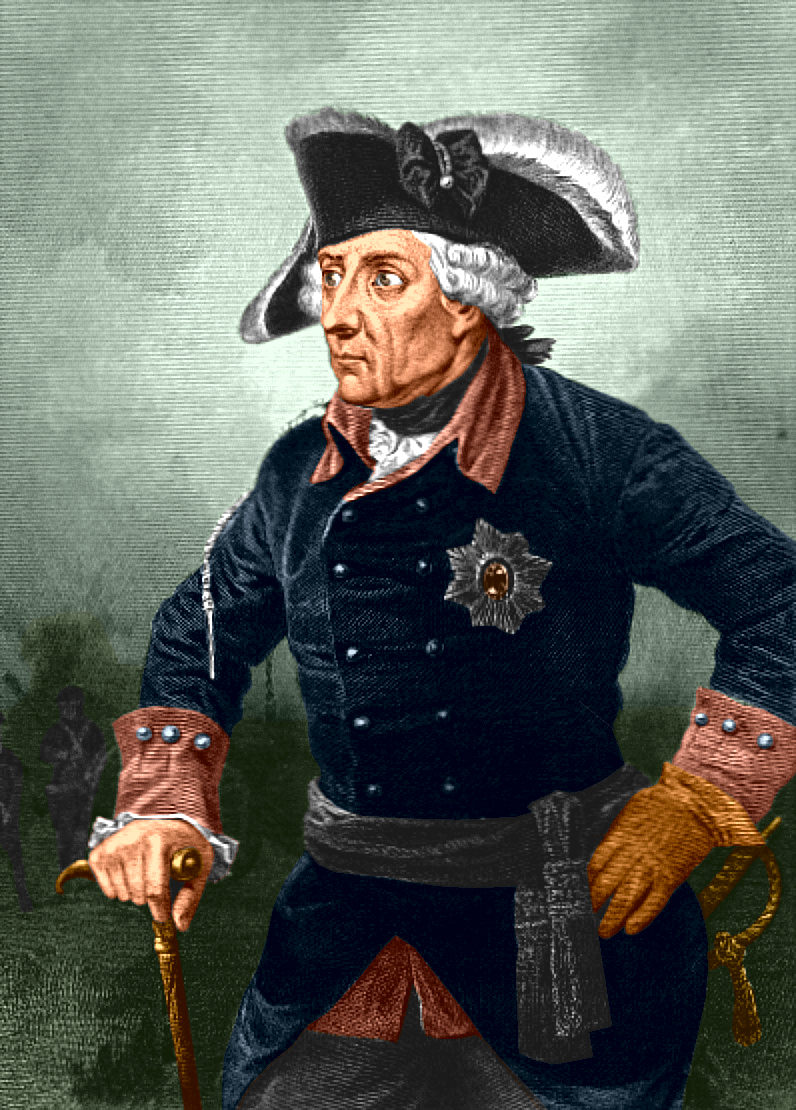
Фрідріх II (король Пруссії) в трикутівці

Трикутний капелюх, треуго́лка, трикутівка[джерело?], трикутка або трикорн (рос. треуголка, від англ. tricorne, tricorn) — трикутний формений капелюх, це різновид капелюха, який був популярний протягом XVIII століття, і вийшов з моди до початку ХІХ століття.
Хоча насправді його не називали «трикутівка» до середини ХІХ століття. Протягом XVIII століття капелюхи цього загального стилю називали «піднятими капелюхами», «загнутими догори капелюхами» («cocked hats»). На вершині своєї популярності трикорн сильно варіювався за стилем та розмірами й носився не лише аристократією, але і як частина звичайного цивільного одягу, а також як частина військової та морської форми.
Капелюх (як правило, з тваринного волокна, дорожчий з війки з бобрового хутра і дешевший з хутряної війки) найбільше вирізнявся тим, що три сторони крис (полів) були закріплені піднятими (були зведені) та заколоті, зашнуровані або застібнуті на ґудзики в однакове положення, аби сформувати трикутник навколо тім'я.
Такий стиль служив двом цілям: по-перше, він дозволяв стильним джентльменам демонструвати найактуальнішу модель своїх перук і, відповідно, свій соціальний статус; по-друге, трикутка зі складеними крисами була набагато менша за інші капелюхи, і тому її було легше сунути під пахву при вході в будівлю, де за соціальним етикетом джентльмен повинен знімати головний убір. У трикуток зі шнурівкою по боках шнурки могли бути ослаблені, а поля опущені, щоб забезпечити найкращий захист від непогоди, сонця та дощу.
Трикутка мала досить широкі поля, заколоті з обох сторін голови та ззаду, створюючи трикутну форму. Капелюх, як правило, носився одним вістрям вперед, хоча для солдатів, які часто клали рушницю або мушкет на ліве плече, не було нічого незвичного в тому, аби носити капелюх вістрям над лівою бровою для кращого огляду. Верхівка капелюха невисока, на відміну від капотенів пуритан або циліндра XIX століття.
Трикутівка варіювалася від дуже простої та дешевої до екстравагантної, іноді включаючи золоте або срібне мереживне оздоблення та пір'я. Крім того, військова та морська версії зазвичай мали кокарду або інший національний герб на фронті. Цей стиль капелюхів і сьогодні використовується у ряді країн як предмет урочистого вбрання.

## Історія
Трикутка з'явилася в результаті еволюції круглого капелюха з широкими крисами, котрий використовували іспанські солдати у Фландрії протягом XVII століття. 